# Karen Gallardo
Karen Pamela Gallardo Pinto (Valdivia, 6 de març de 1984) és una atleta xilena especialitzada en el llançament de disc. Ha participat en un Campionat Mundial d'Atletisme, Jocs Olímpics i variades competències a nivell sud- i nord-americà.

## Trajectòria
Va obtenir una medalla d'or als Jocs Sud-americans de 2006 realitzats a Buenos Aires, Argentina. Als Jocs Panamericans de 2011, celebrats a Guadalajara, Mèxic, va obtenir el 5è lloc en la seva disciplina. A l'agost d'aquest mateix any va classificar als Jocs Olímpics de Londres 2012 en el "Grand Prix Metropolità" realitzat en el Estadi Nacional de Xile.
Al juliol de 2012 va obtenir el bronze en el XV Campionat Iberoamericà d'Atletisme.
El 3 d'agost de 2012 va debutar en els Jocs Olímpics de Londres, on va obtenir una marca de 58,82 en el seu primer llançament. En el segon llançament va aconseguir una marca de 60,09, la seva millor puntuació de l'any. Va quedar en el lloc 21 de 34 competidores, per la qual cosa no va poder classificar a la final.
Gallardo va participar en els Jocs Sud-americans de Santiago 2014, on va obtenir una medalla d'or amb un llançament de 59,65 metres.
També va guanyar en medalla d'or al Campionat Iberoamericà de Sao Paulo 2014.
Al desembre de 2014 va ser triada pels seus parells com l'Esportista Team 2014, premi lliurat pel Comitè Olímpic de Xile.
El 2 d'agost de 2015, en el XCV Campionat d'Espanya d'Atletisme realitzat en Castelló de la Plana, Gallardo va aconseguir una marca de 61,1 metres en el llançament de disc, superant el rècord nacional i classificant als Jocs Olímpics de Rio de Janeiro 2016.